# 대구퀴어문화축제
대구퀴어문화축제(Daegu Queer Culture Festival)는 2009년부터 대구광역시에서 열리는 성소수자 축제이다. 약칭으로 대퀴라고도 한다.

## 역사
구퀴어문화축제는 성소수자(LGBTQIA+)의 인권과 자긍심을 알리기 위해 매년 대한민국 대구에서 열리는 대표적인 퀴어 축제이다. 2009년 6월 20일, 15시 30분부터 100여 가량이 참여한 가운데 열렸다. 이 축제는 지역 성소수자 커뮤니티와 시민단체들이 주도하며, 전국에서 성소수자와 그들을 지지하는 사람들이 모이는 행사로 발전해 왔다. 퍼레이드, 문화공연, 영화제 등 다양한 행사로 구성되며, 성소수자 인권 향상과 사회적 인식을 개선하기 위한 자리로 자리매김하고 있다.

## 행사
대구퀴어문화축제는 크게 퍼레이드, 퀴어영화제, 메인 파티를 포함한 행사들로 이루어진다. 강연과 토론회, 전시회, 사진전 등도 있다.
- 서울퀴어문화축제
- 부산퀴어문화축제
- 인천퀴어문화축제
- 전주퀴어문화축제
- 제주퀴어문화축제
- 광주퀴어문화축제
- 대한민국의 성소수자 행사
- 대한민국의 성소수자 권리
- 대한민국의 성소수자 목록
- 대한민국의 성소수자
- 대한민국의 성소수자 인권단체
- 게이 게임스

## 논란과 법적 이슈
2024년 제16회 대구퀴어문화축제는 장소 변경 및 경찰의 집회 제한 통고로 인해 법적 논란이 있었다.경찰은 대중교통 전용지구에서 축제를 진행하는 것에 대해 안전 문제를 이유로 장소를 변경할 것을 요구했고, 조직위원회는 이에 맞서 법적 대응을 하기도 했다. 그러나 최종적으로 반월당네거리로 장소가 변경되면서 행사가 진행되었다.

## 같이 보기
- 대한민국의 성소수자 권리